# Eduard Rapp
Eduard Rapp –en ruso, Эдуард Рапп– (Omsk, 7 de marzo de 1951) es un deportista soviético que compitió en ciclismo en la modalidad de pista, especialista en las pruebas del kilómetro contrarreloj. 
Ganó cinco medallas en el Campeonato Mundial de Ciclismo en Pista entre los años 1971 y 1979.
Participó en dos Juegos Olímpicos de Verano, en los años 1972 y 1976, ocupando el octavo lugar en Múnich 1972, en el kilómetro contrarreloj.

## Medallero internacional
| Campeonato Mundial | Campeonato Mundial        | Campeonato Mundial | Campeonato Mundial    |
| Año                | Lugar                     | Medalla            | Competición           |
| ------------------ | ------------------------- | ------------------ | --------------------- |
| 1971               | Varese ( Italia)          | Medalla de oro     | 1 km contrarreloj (A) |
| 1973               | San Sebastián ( España)   | Medalla de plata   | 1 km contrarreloj (A) |
| 1974               | Montreal ( Canadá)        | Medalla de oro     | 1 km contrarreloj (A) |
| 1975               | Rocourt ( Bélgica)        | Medalla de plata   | 1 km contrarreloj (A) |
| 1979               | Ámsterdam ( Países Bajos) | Medalla de bronce  | 1 km contrarreloj (A) |